# Clavulina monodiminutiva
Clavulina monodiminutiva är en svampart som beskrevs av T.W. Henkel, Meszaros & Aime 2005. Clavulina monodiminutiva ingår i släktet Clavulina och familjen Clavulinaceae.   Inga underarter finns listade i Catalogue of Life.